# Rythmes ultradiens

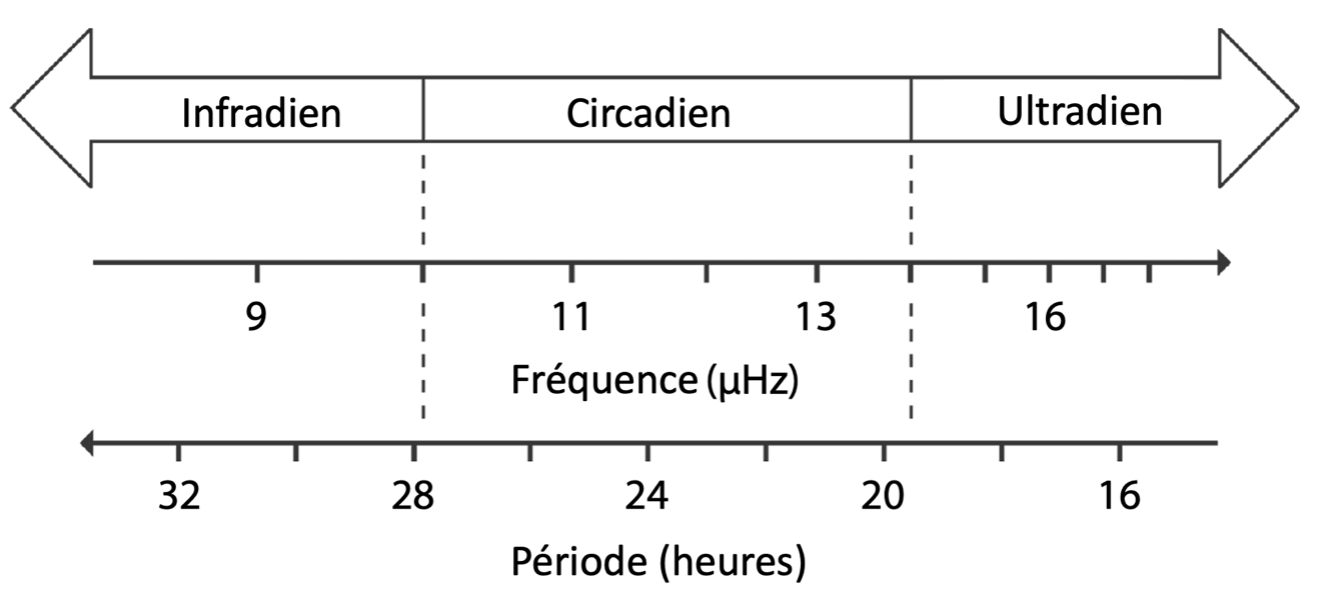
Adaptée de Refinetti, 2019 illustrant la fréquence (Hz) et la période (heures) des rythmes infradien, circadien et ultradien.

Les rythmes ultradiens sont des oscillations biologiques dont la fréquence d’oscillation est plus élevée et la période est moins élevée (< 24h) que les rythmes circadiens. Même s'ils ne sont pas circadiens, les rythmes ultradiens ne demeurent pas moins une partie intégrante de l'organisation temporelle de la fonction physiologique.
Szymanski  a observé en premier les rythmes ultradiens dans les années 1920, lors de l’étude du comportement d’un poisson. Ce serait Aschoff qui aurait désigné ces rythmes comme des rythmes ultradiens.
Ce type de rythme est présent dans une multitude de phénomènes chez l’être humain tels que le rythme cardiaque, la libération d’hormones ainsi que le sommeil. Certains fonctionnent dans le cadre des rythmes circadiens mais d’autres sont complètement indépendants de ceux-ci.

## Rythmes ultradiens contrôlés par les gènes: exemples chez l’homme et chez les animaux
Tout comme les rythmes circadiens, les rythmes ultradiens peuvent être contrôlés par certains gènes. Deux exemples concrets de ce phénomène sont le rythme cardiaque et la défécation chez C. elegans .

### Rythme du cœur humain
Tout d’abord, le rythme cardiaque, que l’on connait plutôt sous son aspect nerveux et musculaire, peut également être caractérisé par l’activité de certains gènes. En effet, certains gènes spécifiques affecteraient les canaux à potassium, qui sont directement impliqués dans la contraction cardiaque. La mutation de ces gènes, nommés HERG et KVLQT1 entrainerait une diminution du passage de potassium, causant alors une repolarisation plus lente.

### Rythme de défécation chez le nématodeC. elegans
On retrouve également un rythme ultradien chez le nématode Caenorhabditis elegans, ce rythme que l’on pourrait trouver assez inusité concerne sa défécation. Effectivement, la défécation chez C. elegans suit un modèle rythmique, alors qu’à la suite de l’ingestion abondante de nourriture, il y a défécation à chaque 45 secondes. Il a alors été constaté que cette défécation rythmique pouvait être altérée par la mutation de certains gènes, 13 pour être exact, qui peuvent allonger ou raccourcir le cycle de défécation.

## Autres rythmes chez l'homme et les mammifères

### Rythme de sécrétion d’hormones

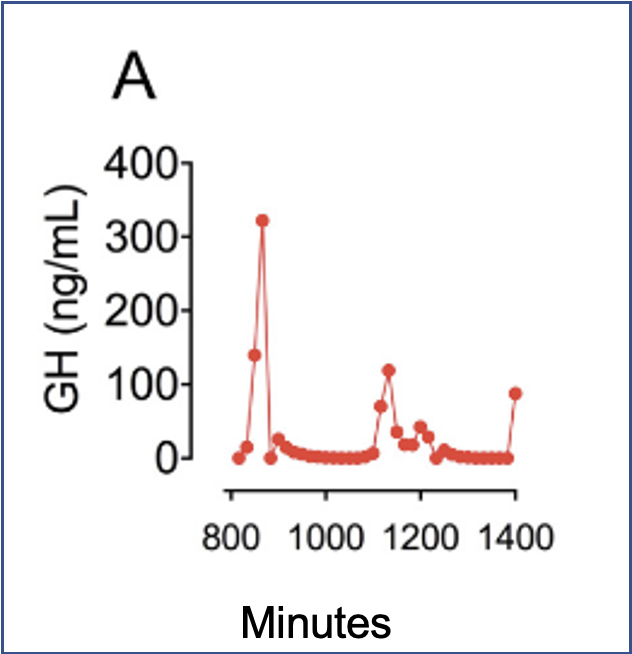
Sécrétion pulsatile sur 24h de l’hormone de croissance chez des rats de laboratoire (Rattus norvegicus) - source (Zhang et al., 2018) - MDPI open access

L'axe hypothalamo-hypophyso-surrénalien (HPA) est un système qui maintient l'homéostasie en contrôlant notamment le type et niveau d’hormones relâchées dans l’organisme. Bien qu’elles soient a priori contrôlées par le noyau suprachiasmatique (NSC) et présentent un rythme circadien dans leur production, le rythme de relâchement des hormones dans l’organisme peut aussi être ultradien : leur sécrétion pulsatile est différente selon les hormones aussi bien en fréquence (nombre de pulsations) qu’en amplitude (quantité) de sécrétion. Ce rythme est fondé sur une boucle de rétroaction négative ou rétroinhibition, processus par lequel les hormones circulantes agissent sur les tissus des glandes qui les élaborent ou qui stimulent leur production. Certaines études tendent même à démontrer que le rythme ultradien peut être maintenu en l’absence du NSC chez les rats (à la suite de lésions directes par exemple) . De même, des études sur le mouton prouveraient que la déconnexion de l'hypothalamus de l'hypophyse ne perturbe pas forcément les impulsions ultradiennes de l’ACTH , une hormone qui induit la production d’autres hormones comme le cortisol ou les androgènes. Enfin, ces rythmes ultradiens peuvent changer selon les stades de vie de l’organisme comme c’est le cas pour l’hormone de croissance chez l’humain et d’autres mammifères,.

### Sommeil
Le sommeil peut être considéré comme un rythme ultradien puisque ce dernier est composé de plusieurs cycles d’une période d’environ 90 minutes chacun. Chacun des cycles est composé de quatre stades non-REM et d’un stade REM. Ce dernier stade est d’une durée d’environ dix minutes au premier cycle pour s’allonger au cours de la nuit. Après être passé par ce stade, le cerveau recommence les quatre premiers stades et jusqu'à l'atteinte d’environ cinq périodes REM sur un sommeil de 8h. Une étude de Lopp et al. (2017) menée sur des enfants montre l’augmentation de la durée des cycles en fonction de la durée des stades. Ainsi, le temps passé dans chacun des stades non-REM augmente avec l’âge ce qui allonge les cycles et en réduit alors le nombre. On passe donc d’un cycle de 50 minutes à la naissance à 90 minutes à l’âge adulte.  L’augmentation du temps passé dans chacun des cycles ultradiens se ferait en réduisant le stade IV du non-REM ou le stade REM du cycle final. Il est alors question d’un cycle incomplet qui s’arrête avant la fin du dernier stade ou au stade IV. Avec la diminution des cycles à partir de la naissance, une perte graduelle de stades jusqu’à la perte de cycles complets peut être envisagée.

## Rythmes environnementaux
Les rythmes environnementaux sont abondants sur Terre, que ce soit au niveau des oscillations rythmiques des ondes électromagnétiques dans la lumière visible dont la période est de 2×10-15 secondes ou au niveau des marées causées par les forces d’attraction du soleil et de la lune dont la période est de 12,4 heures .

### Rythme circatidal basé sur le rythme des marées

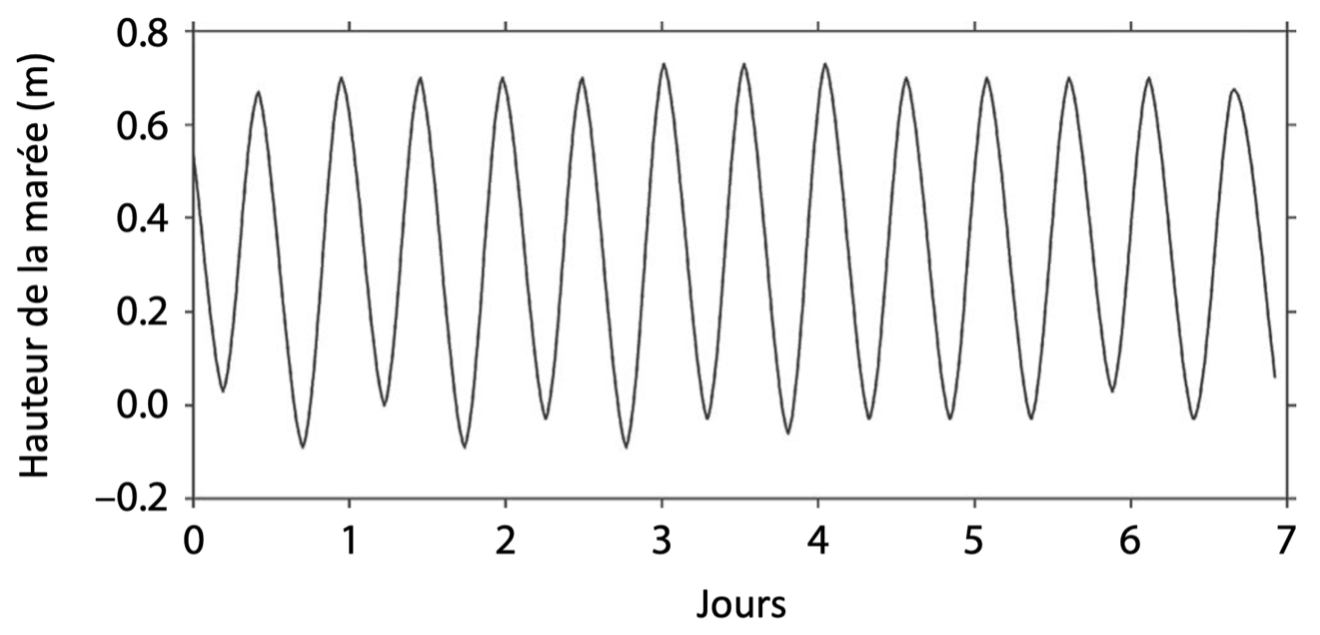
Figure adaptée de Refinetti, 2019 illustrant la rythmicité des marées par la variation de la hauteur de la marée (m) dans le temps (jours). Les données ont été récoltées à la Baie de Biscayne (Miami, Floride) durant la semaine du 8 août 2002 (Les données proviennent de Tide High and Low, Inc., www.saltwatertides.com).

Plusieurs organismes habitent l’interface entre la terre et l’océan et sont donc directement affectés par le rythme des marées. Un exemple de ce phénomène est le bouchage de terrier par l’espèce de crabe Uca uruguayensis qui est un comportement rythmique synchronisé avec deux cycles environnementaux de façon que les terriers soient ouverts pendant les périodes où il y a simultanément de la lumière et la marée basse. Toutefois, des tests en laboratoire ont permis de réaliser que cette espèce n'a pas d'horloge circatidale endogène et répond simplement au flux et reflux des eaux de marée . De plus, la synchronisation des rythmes de marée avec le cycle quotidien de lumière et d'obscurité a été démontrée chez d'autres organismes intertidaux, et plus important encore, l'existence de rythmes circatidal endogènes a été démontrée dans une variété d'organismes, y compris les algues, les crustacés, les poissons et les reptiles,. Ainsi, la synchronisation des rythmes endogènes par les cycles environnementaux est nécessaire pour qu’un organisme utilise son horloge interne afin d’anticiper les changements de l'environnement . 

### Rythmes artificiels
D’ailleurs, plusieurs rythmes sont générés par l’homme, comme l’oscillation de tension en courant alternatif dans l’électricité domestique, dont la période est de 2×10-2 secondes, ou le son des cloches qui résonne depuis les tours d’horloge, dont la période est de 60 minutes.